# Tetanopsyrus
 (décembre 2018).
Famille
Genre
Tetanopsyrus est un genre éteint de la classe également éteinte des acanthodiens, qui possédaient à la fois des caractères des poissons osseux et des poissons cartilagineux.
Deux espèces sont connues : Tetanopsyrus lindoei et Tetanopsyrus breviacanthias. Elles vivaient lors du Lochkovien.